# Русецкий, Сергей Владимирович
Сергей Владимирович Русецкий (бел. Сяргей Уладзіміравіч Русецкі; род. 8 марта 1989, Минск) — белорусский футболист, защитник и полузащитник, тренер.

## Карьера
Начинал карьеру в 2006 году в клубе первой лиги Беларуси «Звезда-БГУ» (30 игр и два гола до 2007 года). С 2008 года по 2011 год являлся игроком чешского клуба второго дивизиона «Баник» из Моста (49 игр и два гола), в 2009 году короткое время выступал в качестве аренды за другой чешский клуб «Хомутов» (15 игр и 8 голов в четвёртом дивизионе).
В 2012 году вернулся в «Звезду-БГУ», сыграл в составе данного клуба 12 матчей и смог забить семь голов во второй лиге. В том же году также короткое время выступал за шведский клуб второго дивизиона «Браге» (10 игр и два гола).
В начале 2013 года вновь стал игроком «Звезды-БГУ», однако вскоре был арендован клубом «Минск», где провёл только один матч и летом покинул команду из-за травмы, до конца сезона не появлялся на поле. В августе 2014 года присоединился к могилёвскому «Днепру», однако не смог закрепиться в основе. С 2015 года вновь стал играть за «Звезду-БГУ». Большую часть сезона 2016 пропустил из-за травмы.
Первую половину 2018 года провёл в узбекистанском клубе первой лиги «Бухара». В июле вернулся в Беларусь, пополнив состав «Смолевичей». Сначала выходил на замену, позднее стал появляться в стартовом составе.
В январе 2019 года перешёл в НФК. В августе покинул команду.
Всего в высшей лиге Беларуси сыграл 21 матч (в составе «Минска», «Днепра» и «Смолевичей»).

### Тренерская
В феврале 2020 года назначен главным тренером женского клуба высшей лиги «Зорка-БДУ».